# Léa Mysius
Léa Mysius, née le 4 avril 1989 à Bordeaux, est une réalisatrice et scénariste française.

## Biographie

### Formation
Après des études de lettres, Léa Mysius suit les enseignements de La Femis et est diplômée en scénario en 2014.

### Carrière de réalisatrice
Léa Mysius réalise trois courts métrages sélectionnés et primés dans de nombreux festivals : Cadavre exquis, Les Oiseaux-tonnerre, sélectionné à la Cinéfondation, et L'Île jaune co-réalisé avec Paul Guilhaume.
Son premier long métrage, Ava, avec les actrices Noée Abita et Laure Calamy, est lancé à la Semaine de la critique durant le Festival de Cannes 2017, sort en salle dans la foulée, et reçoit un accueil critique favorable. Il reçoit en 2018 une nomination pour le César de la meilleure actrice dans un second rôle.
En 2022, son deuxième long-métrage Les Cinq Diables est présenté dans la sélection Quinzaine des réalisateurs du 75e festival de Cannes.

### Travail de scénariste
Léa Mysius co-signe le scénario du film d'Arnaud Desplechin, Les Fantômes d'Ismaël.
En 2018, elle collabore à nouveau avec Arnaud Desplechin pour le scénario de Roubaix, une lumière.

## Filmographie

### Réalisatrice et scénariste

#### Longs métrages
- 2017 : Ava
- 2022 : Les Cinq Diables

#### Courts métrages
- 2013 : Cadavre exquis
- 2014 : Les Oiseaux-tonnerre
- 2016 : L'Île jaune

### Productrice

#### Courts métrages
- 2017 : Gueule d'Isère d'Esther Mysius et Camille Rouaud

### Scénariste

#### Longs métrages
- 2017 : Les Fantômes d'Ismaël d'Arnaud Desplechin
- 2018 : Samouni Road de Stefano Savona
- 2019 : L'Adieu à la nuit d'André Téchiné
- 2019 : Roubaix, une lumière d'Arnaud Desplechin
- 2021 : Les Olympiades de Jacques Audiard
- 2022 : The Stars at Noon de Claire Denis
- 2024 : Langue étrangère de Claire Burger (collaboration)
- 2024 : Emilia Perez de Jacques Audiard (collaboration)

#### Courts métrages
- 2013 : Ce qui nous échappe de Pauline Laplace
- 2013 : Fin d'automne de Ruosong Huang
- 2013 : L'Éblouie de Morgane Derriennic-Long
- 2014 : One in a Million de Paul Guilhaume
- 2015 : Bison 6 de Pauline Laplace

### Actrice
- 2014 : Après eux d'Antonin Desse (court métrage)
- 2022 : Tout le monde aime Jeanne de Céline Devaux : Claudia, jeune

## Distinctions

### Récompenses
- Festival de Clermont-Ferrand 2013 : prix du meilleur premier film de la Société des auteurs et compositeurs dramatiques pour Cadavre exquis
- Festival de Cannes 2017 : prix de la Société des auteurs et compositeurs dramatiques (SACD) de la Semaine de la critique pour Ava
- Festival du nouveau cinéma de Montréal 2017 : Louve d'Or du meilleur film pour Ava

### Nominations
- Prix Louis-Delluc 2017 : Prix du meilleur premier film pour Ava
- César 2020 : César de la meilleure adaptation pour Roubaix, une lumière
- César 2022 : César de la meilleure adaptation pour  Les Olympiades
- Oscars 2025 : Oscar du meilleur scénario adapté pour Emilia Pérez